# Акула молочна
Акула молочна (Rhizoprionodon acutus) — акула з роду довгоноса акула родини сірі акули. Інші назви «мала блакитна акула», «собача молочна акула».

## Опис
Загальна довжина досягає 1,78 м при вазі 22 кг. Середні розміри — 1,1-1,2 м. Голова помірного розміру. Морда вузька й довга, сягає 5% довжини тіла. Очі великі. Бризкальця відсутні. На верхній губі присутні добре виражені довгі борозни, які становлять 2% довжини тіла акули. Рот широкий. Зуби на обох щелепах однакові, з розширеним корінням, вузькою гострою верхівкою. На кожній з щелеп розташовано по 24-25 робочих зубів. У молодих особин зуби гладенькі, у дорослих — на бокових крайках присутні зазубрини. Тулуб стрункий, веретеноподібний. Грудні плавці широкі, невеликі, трикутної форми. Має 2 спинних плавця, між якими відсутнє хребтове узвишшя. Передній плавець трикутної форми, з довгим вільним краєм в основі задньої крайки, він набагато перевершує задній спинний плавець. Розташовано між грудними та черевними плавцями. Задній спинний плавець розташовано навпроти анального. Анальний плавець більше за задній спинний плавець. Хвостовий плавець гетероцеркальний, верхня лопать сильно розвинена.
Забарвлення спини сіре або сіро-буре, іноді фіолетово-коричневе. Черево має білий колір. Колір поступово переходить від спини до черева. Плавці темніше за загальний фон. Задня крайка грудних плавців має білу облямівку. Кінчики спинних плавців та верхньої лопаті хвостового плавця темного забарвлення. Кінчики інших плавців світлі.

## Спосіб життя
Тримається на глибинах до 200 м. Воліє до мілини, гирл річок. Полюбляє місця з піщаним ґрунтом. Часто утворює групи та зграйні скупчення. Доволі моторна та швидка акула. Живиться оселедцями, кефалью, камбаловими, бичками, різними тропічними рибами, кальмарами, каракатицями. Молоді акули переважно полюють на молюсків, ракоподібних, морських черв'яків, личинок. Ворогами молочної акули є більш великі акули, скати, восьминоги, великі костисті риби.
Статева зрілість у самців настає при розмірах 84-95 см, самиць — 90-100 см, що відповідає 2-3 рокам життя. Це живородна акула. Вагітність триває 11-12 місяців. Самиця народжує від 1 до 8 акуленят завдовжки 35-50 см. Народження відбувається щорічно, проте інколи 1 раз на 2 чи 3 роки.
Тривалість життя становить 8 років.

## Стосунки з людиною
Є об'єктом промислового вилову в Мавританії, Індії, Омані, Сенегалі. В інших країнах являє інтерес для спортивного та дрібного приватного рибальства. Відповідно до вірувань індійців, м'ясо молочної акули є чудодійним засобом задля поліпшення лактації породілля. Використовуються також плавці та інші органи.

## Розповсюдження
Мешкає у тропічних та субтропічних широтах між географічними межами 35° півн. ш. та 30° півд. ш. — уздовж східного узбережжя Африки до північно-східного узбережжя Австралії, включно з Червоним морем, Перською затокою, Малайським архіпелагом, південним Індокитаєм. У Тихому океані зустрічається від Корейського півострова та акваторії південної Японії до північно-західного берегу Австралії. В Атлантичному океані часто трапляється від Мавританії до Анголи.